# Asti
Asti (piemontsko Ast) je mesto v severozahodni Italiji in sedež istoimenske pokrajine. Po podatkih iz leta 2018 mesto ima 76.026 prebivalcev.